# Nibelle
Nibelle település Franciaországban, Loiret megyében. Lakosainak száma 1176 fő (2022. január 1.). Nibelle Nancray-sur-Rimarde, Boiscommun, Chambon-la-Forêt, Ingrannes, Nesploy, Seichebrières és Sury-aux-Bois községekkel határos.

## Népesség
A település népességének változása:
| Lakosok száma | 618  | 611  | 697  | 925  | 1118 | 1155 | 1177 | 1195 | 1189 | 1176 |
|               | 1968 | 1982 | 1990 | 2006 | 2013 | 2015 | 2017 | 2019 | 2020 | 2022 |